# Грейп (спътник)
Грейп или Saturn LI (условно обозначение S/2006 S 4) е естествен спътник на Сатурн. Неговото откритие е обявено от Скот Шепърд, Дейвид Джуит, Ян Клайн и Брайън Марсдън на 26 юни 2006 от наблюдение направени между 5 януари и 1 май 2006 г.
S/2006 S 4 е около 6 км в диаметър и орбитира около Сатурн на средна дистанция от 18,066 Mm за 906,556 дни при инклинация 172,7° към еклиптиката (159,2° към екватора на Сатурн) в ретроградно направление с ексцентрицитет 0,3735.
Наречен е на Грейп, жена гигант в скандинавската митология.